# Hu Zongxian

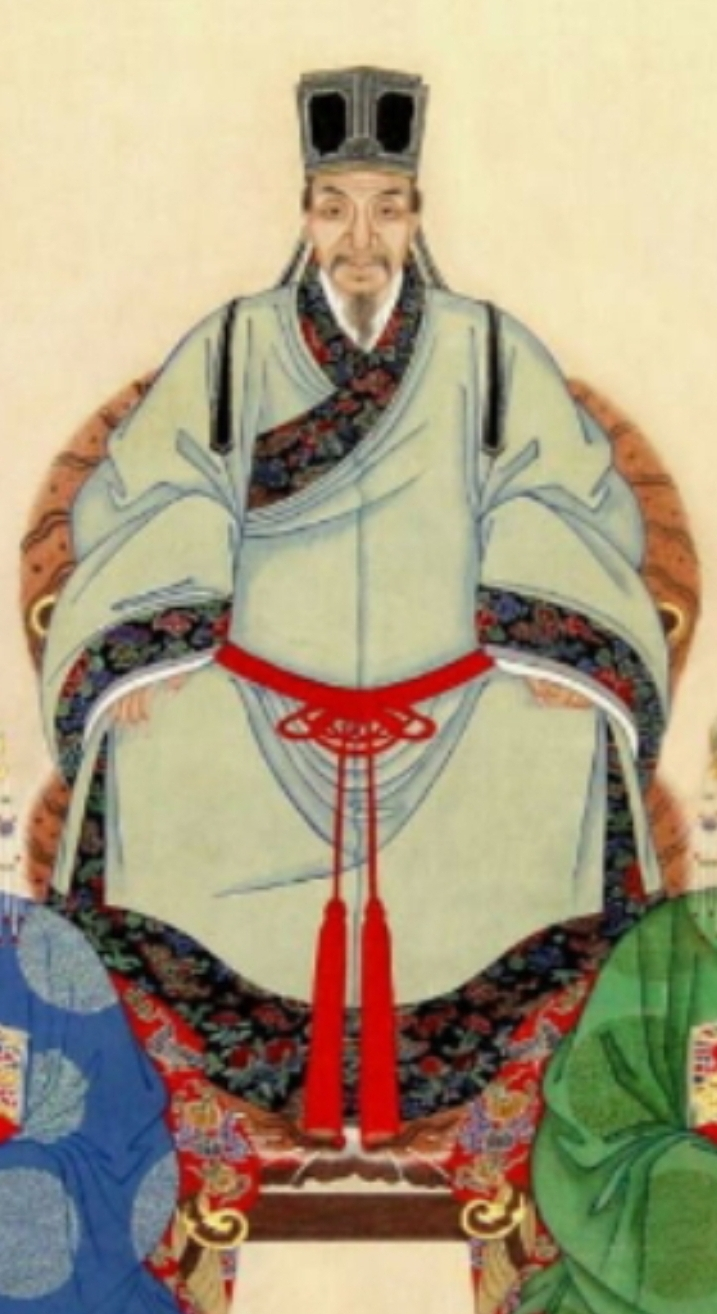
Hu Zongxian

Hu Zongxian (chino tradicional: 胡宗憲, chino simplificado: 胡宗宪, pinyin:Hú Zōngxiàn, Wade-Giles:Hu Zonghsien), (provincia de Anhui, 1512- Pekín, 1565) fue un político y militar chino de la dinastía Ming que durante la batalla contra los piratas japoneses desempeñó un papel muy importante y dirigió a sus tropas a la victoria. 
Aunque logró muchos éxitos en su carrera militar, fue considerado reconocidamente como una persona aficionada a poder y engaño. En la lucha política que siguió, fue detenido por haber sobornado al ex primer ministro Yan Song y su hijo para mantener el estatus y conquistar mayor poder. Pasó el resto de su vida en el cárcel.
- Datos: Q848834
- Multimedia: Hu Zongxian / Q848834